# Askold, veliki knez Kijeva
Askold, Askoljd (rus./ukr. Аскольд); (prema Nikonovskom ljetopisu poznatiji kao Oskold); je srednjovjekovni kijevski knez, vladar stare «Rusi» (od termina: «Rus'ka zemlja» - «Rus'») na prostorima današnje središnje Ukrajine, točnije Kijevske i Černigovske oblasti.
Knezom je postao 860. godine, a nasilnom smrću je smjenjen 882. godine kada kontrolu nad gradom Kijevom preuzima knez Oleg. Porijeklo imena Askold do danas nije sa sigurnošću utvrđeno i bez obzira na to što se isto ime u Ukrajini smatra nacionalnim imenom postoje realne pretpostavke da je ime između ostalog i skandinavskog porijekla, što se pretpostavlja i za etničko porijeklo kneza Askolda.  Druga teorija o porijeklu imena Askold također pljeni istraživanje stručnjaka te se njegovo ime kod sovjetskog povjesničara i arheologa Borisa Ribakova dovodi u vezu s riječi «skoloty» koja je označavala Skite zemljoradnike iz južne Ukrajine uz crnomorsku obalu koje spominje povjesničar Herodot. Također postoji pretpostavka da ime potječe od Gota odnosno Ostrogota (točnije gotskih imena «Ashold» ili «Asholt») koji su duže vrijeme boravili na prostorima između rijeka Dnjepar i Don.
Goti su u borbi s Hunima napustili prostore Ukrajine, neki od njih su se povukli na sjever, a dio njih se povukao prema zapadnoj Europi te su stoga svoje tragove i različita tumačenja njihove povijesne uloge ostavili i u nordijskoj povijesti, podjednako kao i u istočnoslavenskoj. Knez Askold prema tumačenju poljskog povjesničara Jana Długosza predstavlja potomka poljanske dinastije koju je uspostavio knez Kij (osnivač Kijeva u 5. stoljeću) dok prema nekim tvrdnjama Askold pripada kneževima koji su napali istu dinastiju u sukobu s ukrajinskim plemenom Poljanima. S obzirom na to da su u srednjovjekovno vrijeme vladari određenih dinastija bili pod stalnim prijetnjama i unutar porodičnim smjenama vlasti, obje teorije se mogu uzeti kao relativno točne. Prema određenim pa i starim arapskim izvorima, pretpostavlja se da je knez Askold došao s prostora Novgoroda, ali je upitno da li je pripadao dinastiji Rjurikoviči ili njihovoj plemićkoj službi.
S obzirom na to da je u rano srednjovjekovno vrijeme, tijekom 8. i 9. stoljeća, proces prirodne asimilacije varjaških i slavenskih plemena bio vrlo čest, o etničkoj pripadnosti Askolda teško je govoriti na temelju njegova imena ili mjesta od kuda dolazi. Lik i djelo kneza Askolda do danas je ostalo kontroverzno pitanje koje se uz određene sličnosti tumači na različite načine u slavenskoj i nordijskoj povijesti.

## Vanjske poveznice
- КИЇВСЬКІ КНЯЗІ КИЙ І АСКОЛЬД
- Повесть временных лет
- Povist’ vremennykh lit (The Tale of Bygone Years).
- Mapa formiranja Kijevske Rusi u vrijeme kneza Askolda